# Angelica keiskei

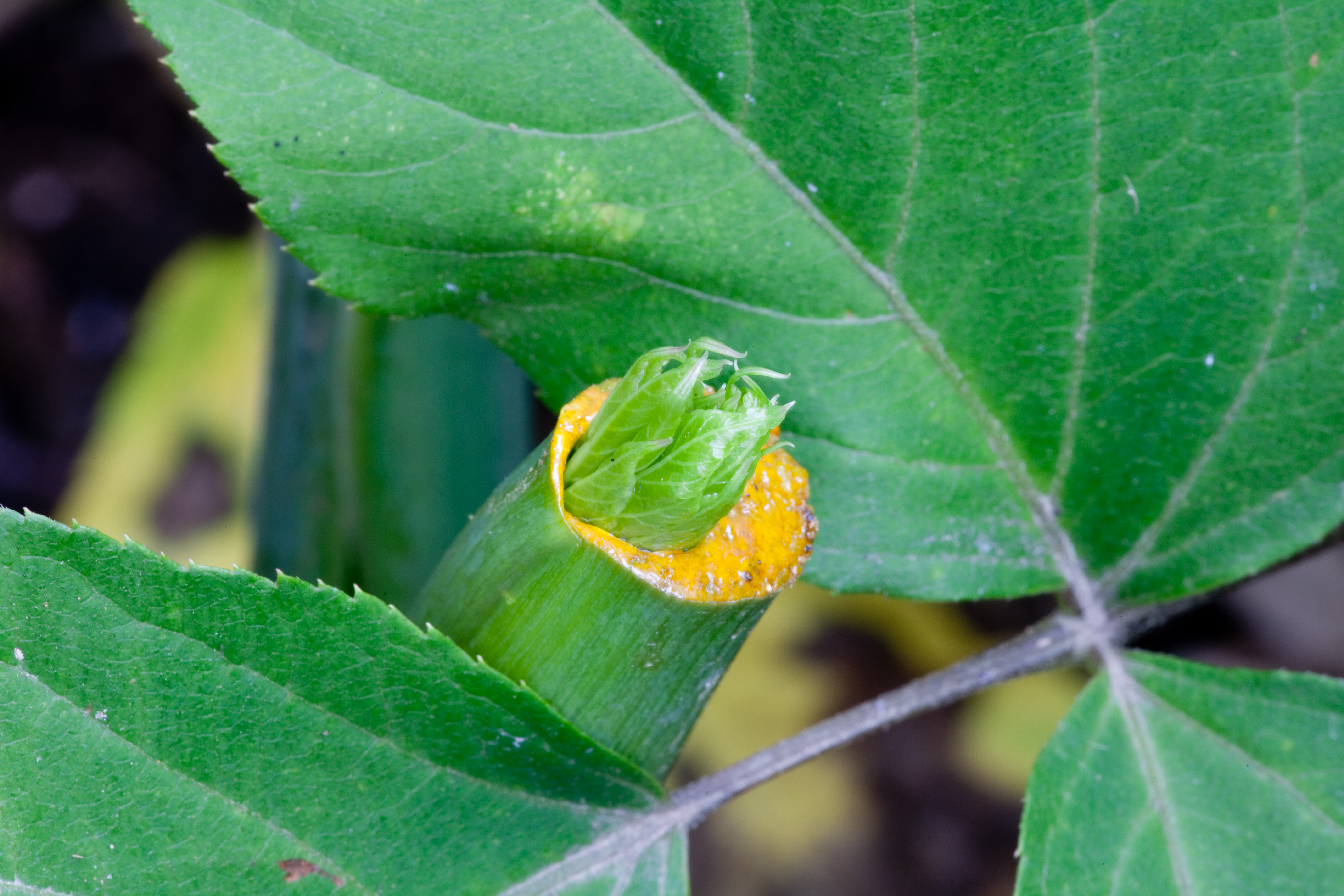
Сорванные листья ашитабы отрастают через день, возможно, поэтому самураи использовали её.

Angelica keiskei (лат.) — вид травянистых растений рода Дудник (Angelica) семейства Сельдерейные (Apiaceae), или Зонтичные (Umbelliferae). Более известен как аситаба или ашитаба («завтрашний листок»), ashitaba (яп. アシタバ или 明日葉), которому со времён самураев в народной медицине приписывают различные лечебные свойства, а также способность увеличивать продолжительность жизни.

## Ботаническое описание
Многолетнее растение с типичной высотой 50—120 см. Как и большинство других представителей семейства имеет большие зонтики из белых цветов и рассечённые листья.
Angelica keiskei очень похожа на Angelica japonica, но её можно отличить по периоду цветения, который длится с мая по октябрь, тогда как период цветения A. japonica длится только с мая по июль. Другим показателем является характерный цвет его сока.

## Этимология
Видовое название A. keiskei дано в честь Кейсуке Ито  (яп. 伊藤 圭介, Itō Keisuke, 1803—1901), японского врача и биолога. Культивируемый сорт этого вида называется «Коидзуми» назван в честь ботаника Гэнъити Коидзуми (яп. 小泉 源, Gen-ichi Koidzumi, 1883—1953). Японское название «Angelica keiskei», «ashitaba», происходит от его высоких регенеративных способностей (они выше среднего), которые он проявляет после повреждения.

## Распространение
Япония: полуострова Босо, Миура и Идзу, и острова Идзу.
Культивируется в Китае, Корее, Индонезии и США.

## Применение

### В пищу
В региональное кухне в основном используют их стебли, листья и корневища, они готовятся как лапша соба, тэмпура, спиртной напиток сётю, чай, мороженое, макароны и т. д. Сорт «Микура-джима» (Mikura-jima) может быть лучшим в этом отношении, так как считается, что он менее горький, чем другие.

### В медицине
A. keiskei проявляет цитотоксические, антидиабетические, антиоксидантные, противовоспалительные, антигипертензивные и антимикробные свойства в исследованиях in vitro, но эффективность этих качеств не была подтверждена in vivo.
Обнаружено, что выделенные из растения ашитаба (Angelica keiskei) халконы 4-гидроксидеррицин и ксантоангелол, повышали поглощение глюкозы адипоцитами и проявляли инсулиноподобную активность.  Флавоноид 4,4′-диметоксихалькон из этого растения обладает  антивозрастными свойствами, что обусловлено индуцируемой им аутофагией.

### Источник витамина B12
Хотя часто говорят, что А. keiskei  является растительным источником витамина B  12  (кобаламин), недавно опубликованные научные работы (рецензируемые научные исследования фармакологии и их фитохимических составляющих, представляющих медицинский интерес), не сообщают ничего, что подтверждает это утверждение.
Традиционные методы измерения содержания витамина B 12 в пищевых продуктах нарушаются загрязнителями (например, почвой, бактериями и т. д.), которые содержат обнаруживаемые концентрации неактивных аналогов B 12, что может объяснить происхождение этой веры. Более поздние исследования показывают, что некоторые грибы и водоросли являются единственными естественными источниками B 12 за пределами животного мира. Из них, только хлорелла демонстрирует способность уменьшать уровни метилмалоновой кислоты (MMA) (результат недостатка B12) у людей.